# Marian von Reinhard
Marian Fiodorowicz von Reinhard, ros. Мариан Федорович фон Рейнгард (ur. 5 września 1881 w Wiłkomierzu w guberni kowieńskiej, zm. 16 czerwca 1976 pod Buenos Aires) – rosyjski, a następnie litewski wojskowy (pułkownik), wykładowca wojenny.
W 1899 r. ukończył Połocki Korpus Kadetówu, zaś w 1902 r. Michajłowską Szkołę Atylerii. Służył w lejbgwardii jednego z dywizjonów artylerii. W 1909 r. awansował do stopnia sztabskapitana. W 1910 r. ukończył Michajłowską Akademię Artylerii, zaś w 1914 r. Nikołajewską Akademię Sztabu Generalnego.
Brał udział w I wojnie światowej. Służył w lejbgwardii Strzeleckiej Brygady Artylerii. W listopadzie 1914 r. mianowano go kapitanem, zaś w grudniu 1915 r. pułkownikiem. W 1916 r. prawdopodobnie w charakterze agenta wojskowego został skierowany do Włoch, gdzie przebywał do 1922 r. Następnie zamieszkał na Litwie. Wstąpił do armii litewskiej, zostając specjalistą wojskowym w zarządzie wojskowo-szkoleniowym Sztabu Generalnego. W 1929 r. ukończył wyższe kursy oficerskie, po czym objął funkcję inspektora oddziału ogólnego Sztabu Generalnego. Jednocześnie wykładał matematykę, topometrię, chemię bojową itp. na wyższych kursach oficerskich. Był autorem konspektów szkoleniowych pt. „Tieorija wierojatnostiej i jejo primienienije w art. strielbach” i „Nieorganiczeskaja chimia i wwiedienije w organiczeskuju chimiju”. W 1931 r. uzyskał tytuł wojskowego inżyniera – technologa.
W 1933 r. odszedł do rezerwy. Po zakończeniu II wojny światowej przebywał 3 miesiące w obozie dla uchodźców cywilnych, po czym przybył do Włoch. W 1948 r. wyemigrował do Argentyny, gdzie pracował jako inżynier.